# Trapezoptera lobata
Trapezoptera lobata là một loài bướm đêm trong họ Noctuidae.